# Peugeot 9X8
El Peugeot 9X8 es un automóvil super deportivo de monocasco cerrado, construido por el fabricante francés Peugeot Sport para participar en la categoría Le Mans Hypercar del Campeonato Mundial de Resistencia de la FIA.

## Contexto
El 13 de noviembre de 2019, Peugeot anunció su regreso a las 24 Horas de Le Mans para 2022 en la nueva categoría Le Mans Hypercar. El 4 de diciembre, se anunció que Peugeot se asociaría con Rebellion Racing para esta nueva etapa, esta asociación sería provechosa para ambos ya que Peugeot dispondría de la experiencia de Rebellion con los antiguos LMP1 y el equipo suizo dispondría de un automóvil muy competitivo.
El 13 de febrero de 2020, Rebellion anunció sorpresivamente que abandonaria el Campeonato Mundial de Resistencia tras las 24 Horas de Le Mans 2020, abandonando también el proyecto conjunto que tenían con Peugeot. A pesar de perder a su socio, Peugeot anunció que continuaria soló en la creación de su Hypercar.
Finalmente el 6 de julio de 2021, se presentó de manera oficial el "9X8", el automóvil con el cual la marca buscara reconquistar Le Mans. El 9X8 debutará en la temporada 2022 de Campeonato Mundial de Resistencia.
El origen del nombre "9X8" Peugeot lo explica de la siguiente manera: el 9 caracteriza a los modelos de competición extrema de la marca, la X representa a la tecnología de tracción total e híbrida y el 8 corresponde a los modelos contemporáneos de la marca. Además, si se multiplica 9 por 8, se obtiene 72, el número del departamento de la Sarthe.
El 9X8 será el primer prototipo sin alerón trasero en competir en Le Mans desde que el Chaparral 2F introdujera esta novedad técnica en las 24 Horas de Le Mans 1967.

## Características técnicas
Sucediendo a los Peugeot 905, 908 HDi FAP y 908, el 9X8 fue diseñado para aprovechar al máximo las libertades permitidas por la nueva normativa de la categoría Hypercar. La primera área que se benefició de la nueva normativa fue la aerodinámica. Este apartado permitió que el 9X8 tenga solo un elemento aerodinámico ajustable sin especificar cuál debía ser, lo que le permitió a Peugeot prescindir del alerón trasero. El difusor trasero y un novedoso fondo plano compensarán la acción del alerón. Este hecho fue tomado humoristicamente por Peugeot el cual colocó la frase We need no rear wing (No necesitamos alerón trasero) en la parte trasera del automóvil.
En cuanto al motor, el 9X8 está equipado con motor trasero Peugeot Hybrid4 V6 biturbo de 2,6 L de 680 hp (500 kW), acoplado a un motor eléctrico de 268 hp (200 kW) en la parte delantera, todo ensamblado en una caja de cambios secuencial de siete velocidades y una batería desarrollada por Peugeot Sport y Saft, una filial de Total Energies (anteriormente conocida como TOTAL Motorsport).

## Historia

### Temporada 2022
Para su vuelta al Campeonato Mundial de Resistencia de la FIA, Peugeot Sport anunció el 8 de febrero de 2021 a los siete pilotos que representarán a la marca. Los pilotos elegidos fueron: los expilotos de Fórmula 1 Kevin Magnussen, Paul di Resta quien ganó las 24 Horas de Le Mans en la categoría LMP2 en 2020 y Jean-Éric Vergne, bicampeón de Fórmula E. A ellos tres se les suma la experiencia de James Rossiter y Loïc Duval ganador de las 24 Horas de Le Mans en 2013 y los juveniles Gustavo Menezes y Mikkel Jensen.
El 9 de marzo, Peugeot Sport anunció la partida de Kevin Magnussen del equipo debido al regreso del piloto danés a las filas del Haas F1 Team ocupando el lugar del despedido Nikita Mazepin. Para que este movimiento se diera, Peugeot Sport no puso ninguna traba al regresó de Magnussen a la Fórmula 1. El 20 de mayo, Peugeot Sport anunció el reemplazó de Magnussen para las 6 Horas de Monza, James Rossiter piloto de simulador y de pruebas ocupara el lugar en la prueba italiana. Finalmente, el 8 de junio, se anunció las dos alineaciones para su debut en el WEC, tras múltiples sesiones de pruebas, análisis de datos, conducción y afinidad, se decidió que el N.º 93 será pilotado por Paul di Resta, Mikkel Jensen y Jean-Éric Vergne, mientras que en el N.º 94 estarán Gustavo Menezes, Loïc Duval y James Rossiter.

### Temporada 2023
Peugeot llegaba a 2023 con el objetivo de mejorar la fiabilidad en su primera temporada completa. Se repetía el equipo de pilotos del año anterior.
En Sebring, volvieron los problemas. El nº94 entró a boxes en la vuelta de formación y el nº93 tuvo problemas a lo largo de la carrera. Terminaron sólo por delante del Glickenhaus, que abandonó por un fallo eléctrico.

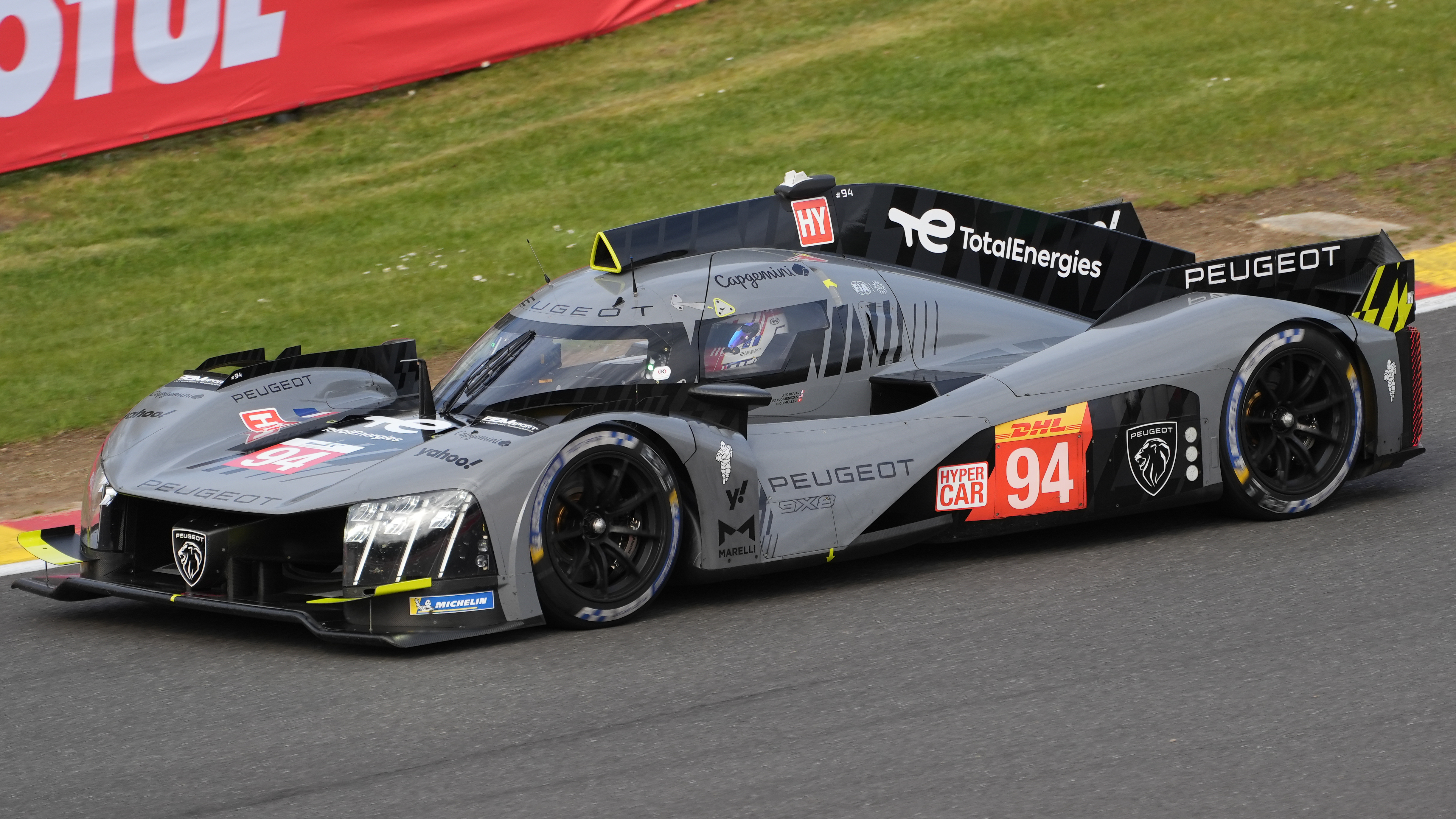
El Peugeot 9X8 antes de las mejoras y con su decoración original.

En Portimao, el ritmo mejoró y los Peugeot lucharon contra sus rivales. Sin embargo en Spa, y a pesar de dar destellos de su velocidad y agarre en condiciones de lluvia, volvió a faltarles ritmo.
En Le Mans, la prueba de casa, Peugeot impresionó. Mostró un buen ritmo, capaz de luchar con sus rivales. Cuando llegó la lluvia, los dos 9X8 comenzaron a ganar posiciones rápidamente. El nº94 llegó a liderar la carrera, pero el nº93 trompeó bajo Safety Car y perdió una vuelta. Con la llegada de la noche y otro Safety Car por la lluvia, el n º 94 volvía a comandar la carrera . Pero en la hora 12, un pequeño choque en las chicanes de Mulsanne cuando rodaba 3.º, lo dejó ya sin opciones. El n.º 93 terminó 8.º y el nº 94 lo hizo 27.º

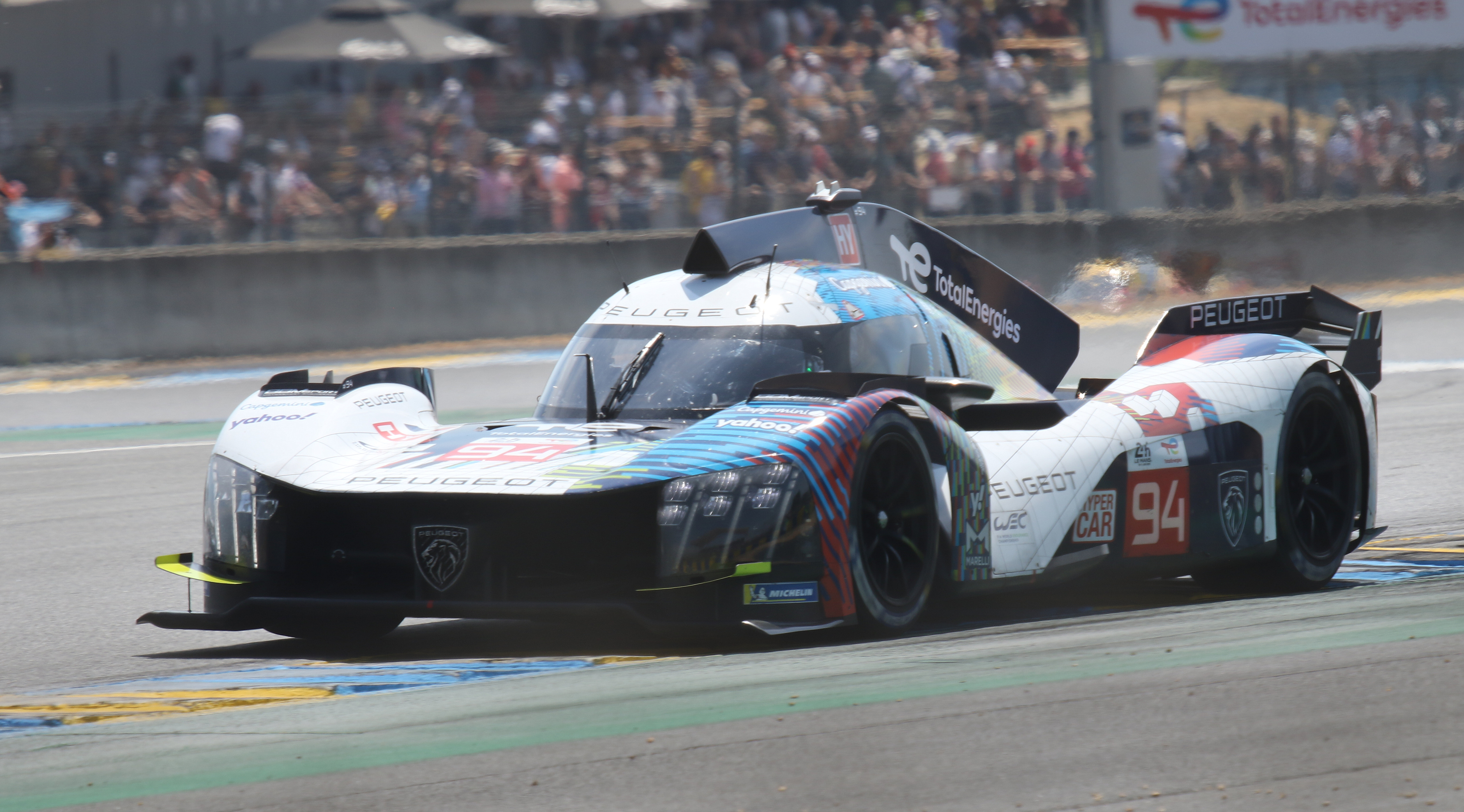
El Peugeot 9X8 con decoración especial realizada por J. Demsky para las 24 Horas de Le Mans de 2023.

En Monza, llegó la primera gran alegría para el equipo. A pesar de que el nº94 tuvo problemas de fiabilidad, el nº93 se mostró muy fuerte y consiguió el primer podio del hypercar francés.
En Fuji, Stoffel Vandoorne suplió por lesión a Nico Müller en el nº94. A pesar de que el clima húmedo del trazado japonés podría favorecer al 9X8, no encontraron ritmo. Lo mismo ocurrió en Baréin, pero en este caso la carrera transcurrió sin problemas para los dos Peugeot.

### Temporada 2024
Para la temporada 2024, Peugeot anunció un gran paquete de mejoras para el 9X8, que incluye un alerón trasero. Tras la marcha de Gustavo Menezes, Stoffel Vandoorne correrá a tiempo completo con Peugeot, respetando su programa de Fórmula E con DS Penske y su rol de piloto reserva de F1 en Aston Martin.

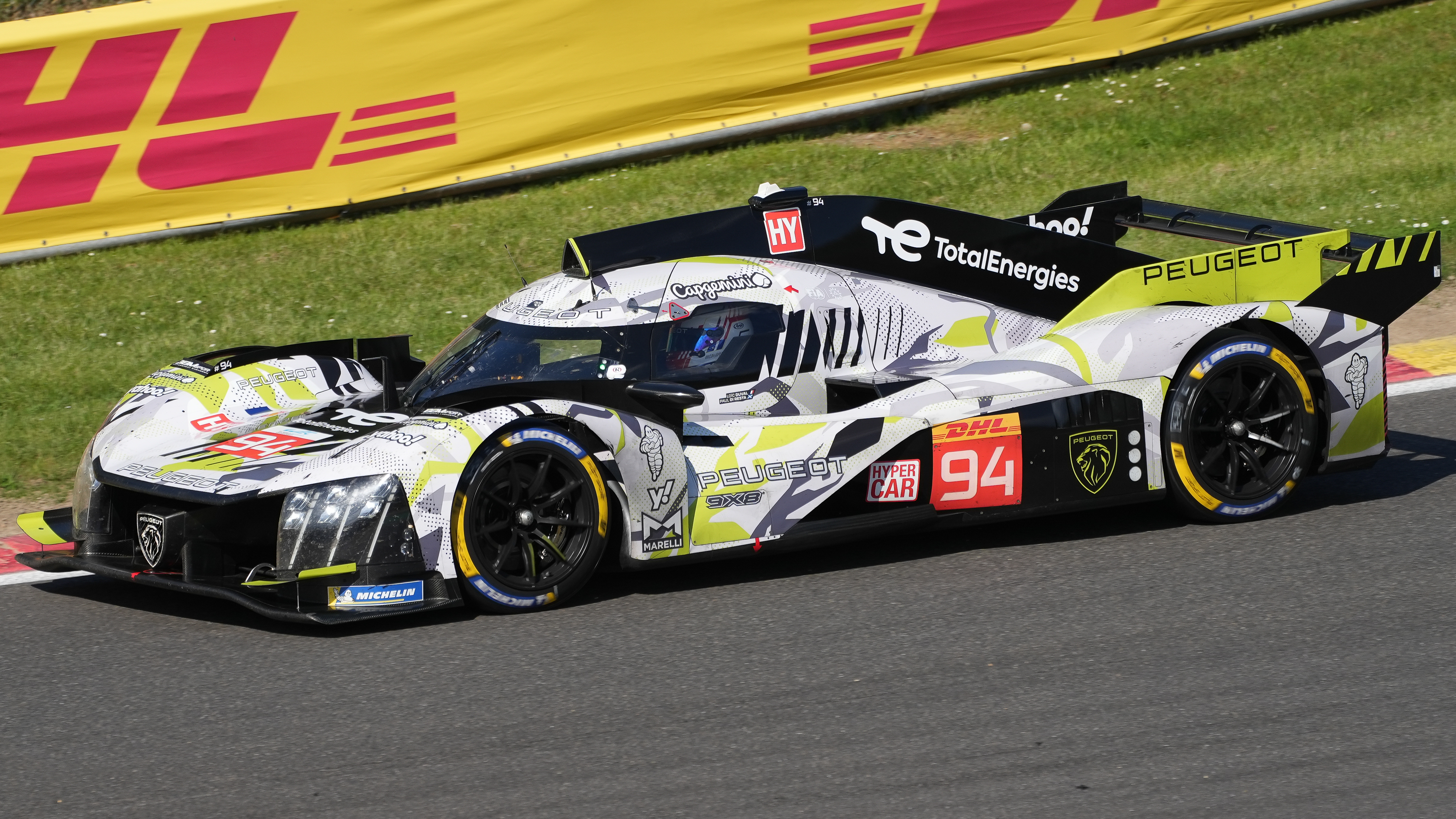
El 9X8 2024, con el nuevo paquete de mejoras y el alerón trasero.

A finales de 2023, el 9X8 fue visto en Paul Ricard probando la nueva ala posterior. En Twitter, Peugeot confirmó que las fotos espía eran reales, pero que no se revelarían fotos oficiales hasta 2024. El coche volvió a ser visto a principios de año. El 25 de marzo de 2024, Peugeot Sport presentó oficialmente la nueva versión del 9X8 en la que destacaba visualmente el alerón trasero, junto con su nueva carrocería revisada y sus ruedas que pasaron de 31 cm para cada una, a ser de 29 cm las delanteras y de 34 cm las traseras. La caja de cambios y el motor recibieron algunas actualizaciones centradas en la fiabilidad, además se movió el centro de gravedad, lo que se logró conseguir moviendo elementos internos y aligerando algunos sectores del prototipo.

## Resultados

### Campeonato Mundial de Resistencia de la FIA
(Clave) (negrita indica pole position) (cursiva indica vuelta rápida)

| Año     | Equipo                | Clase    | Pilotos           | N.º | 1   | 2   | 3   | 4   | 5   | 6   | 7   | 8   | Puntos | Pos. |
| ------- | --------------------- | -------- | ----------------- | --- | --- | --- | --- | --- | --- | --- | --- | --- | ------ | ---- |
| 2022    | Peugeot TotalEnergies | Hypercar |                   |     | SEB | SPA | LMS | MNZ | FUJ | BHR |     |     | 42     | 4.º  |
| 2022    | Peugeot TotalEnergies | Hypercar | Paul di Resta     | 93  |     |     |     | Ret | 4   | Ret |     |     | 42     | 4.º  |
| 2022    | Peugeot TotalEnergies | Hypercar | Mikkel Jensen     | 93  |     |     |     | Ret | 4   | Ret |     |     | 42     | 4.º  |
| 2022    | Peugeot TotalEnergies | Hypercar | Jean-Éric Vergne  | 93  |     |     |     | Ret | 4   | Ret |     |     | 42     | 4.º  |
| 2022    | Peugeot TotalEnergies | Hypercar | Loïc Duval        | 94  |     |     |     | 4   | 5   | 4   |     |     | 42     | 4.º  |
| 2022    | Peugeot TotalEnergies | Hypercar | Gustavo Menezes   | 94  |     |     |     | 4   | 5   | 4   |     |     | 42     | 4.º  |
| 2022    | Peugeot TotalEnergies | Hypercar | Nico Müller       | 94  |     |     |     |     |     | 4   |     |     | 42     | 4.º  |
| 2022    | Peugeot TotalEnergies | Hypercar | James Rossiter    | 94  |     |     |     | 4   | 5   |     |     |     | 42     | 4.º  |
| 2023    | Peugeot TotalEnergies | Hypercar |                   |     | SEB | POR | SPA | LMS | MNZ | FUJ | BHR |     | 67     | 5.º  |
| 2023    | Peugeot TotalEnergies | Hypercar | Paul di Resta     | 93  | 9   | 7   | 8   | 6   | 3   | 8   | 9   |     | 67     | 5.º  |
| 2023    | Peugeot TotalEnergies | Hypercar | Mikkel Jensen     | 93  | 9   | 7   | 8   | 6   | 3   | 8   | 9   |     | 67     | 5.º  |
| 2023    | Peugeot TotalEnergies | Hypercar | Jean-Éric Vergne  | 93  | 9   | 7   | 8   | 6   | 3   | 8   | 9   |     | 67     | 5.º  |
| 2023    | Peugeot TotalEnergies | Hypercar | Loïc Duval        | 94  | NC  | 5   | 9   | 9   | 11  | 7   | 8   |     | 67     | 5.º  |
| 2023    | Peugeot TotalEnergies | Hypercar | Gustavo Menezes   | 94  | NC  | 5   | 9   | 9   | 11  | 7   | 8   |     | 67     | 5.º  |
| 2023    | Peugeot TotalEnergies | Hypercar | Nico Müller       | 94  | NC  | 5   | 9   | 9   | 11  |     | 8   |     | 67     | 5.º  |
| 2023    | Peugeot TotalEnergies | Hypercar | Stoffel Vandoorne | 94  |     |     |     |     |     | 7   |     |     | 67     | 5.º  |
| 2024    | Peugeot TotalEnergies | Hypercar |                   |     | QAT | IMO | SPA | LMS | SÃO | COA | FUJ | BHR | 57     | 6.º  |
| 2024    | Peugeot TotalEnergies | Hypercar | Mikkel Jensen     | 93  | DSQ | 9   | 10  | 12  | 8   | 12  | 4   | 3   | 57     | 6.º  |
| 2024    | Peugeot TotalEnergies | Hypercar | Nico Müller       | 93  | DSQ | 9   | 10  | 12  | 8   | 12  | 4   | 3   | 57     | 6.º  |
| 2024    | Peugeot TotalEnergies | Hypercar | Jean-Éric Vergne  | 93  | DSQ | 9   |     | 12  | 8   | 12  | 4   | 3   | 57     | 6.º  |
| 2024    | Peugeot TotalEnergies | Hypercar | Paul di Resta     | 94  | 15  | 15  | 14  | 11  | 16  | Ret | 8   | Ret | 57     | 6.º  |
| 2024    | Peugeot TotalEnergies | Hypercar | Loïc Duval        | 94  | 15  | 15  | 14  | 11  | 16  | Ret | 8   | Ret | 57     | 6.º  |
| 2024    | Peugeot TotalEnergies | Hypercar | Stoffel Vandoorne | 94  | 15  | 15  |     | 11  | 16  | Ret | 8   | Ret | 57     | 6.º  |
| 2025*   | Peugeot TotalEnergies | Hypercar |                   |     | QAT | IMO | SPA | LMS | SÃO | COA | FUJ | BHR |        |      |
| 2025*   | Peugeot TotalEnergies | Hypercar | Mikkel Jensen     | 93  | 9   | 9   | 11  | 16  |     |     |     |     |        |      |
| 2025*   | Peugeot TotalEnergies | Hypercar | Paul di Resta     | 93  | 9   | 9   | 11  | 16  |     |     |     |     |        |      |
| 2025*   | Peugeot TotalEnergies | Hypercar | Jean-Éric Vergne  | 93  | 9   | 9   | 11  | 16  |     |     |     |     |        |      |
| 2025*   | Peugeot TotalEnergies | Hypercar | Loïc Duval        | 94  | 12  | 12  | Ret | 11  |     |     |     |     |        |      |
| 2025*   | Peugeot TotalEnergies | Hypercar | Malthe Jakobsen   | 94  | 12  | 12  | Ret | 11  |     |     |     |     |        |      |
| 2025*   | Peugeot TotalEnergies | Hypercar | Stoffel Vandoorne | 94  | 12  | 12  | Ret | 11  |     |     |     |     |        |      |
| Fuente: |                       |          |                   |     |     |     |     |     |     |     |     |     |        |      |

- * Temporada en desarrollo.